# Фейрівський замок
Фе́йрівський за́мок (порт. Castelo da Feira) — середньовічний замок у Португалії, в муніципалітеті Санта-Марія-да-Фейра, парафії Санта-Марія-да-Фейра, Траванка, Санфінш і Ешпрагу (колишня Фейра). Споруджений в IX столітті, за правління астурійського короля Альфонсо III. Постав на місці  каплиці святої Марії, збудованої в античні часи замість місцевого язичницького храму. Первісна назва — за́мок свято́ї Марі́ї (порт. Castelo de Santa Maria). Був одним із форпостів Астурійсько-Леонського королівства в добу Реконкісти. Від 1117 року, за правління португальської графині Терези, став місцем проведення постійного ярмарку (порт. feira), що дала початок поселенню Санта-Марія, знаному як Фейра. З XII століття належав португальським графам і королям. Після 1448 року перейшов у власність шляхтича Фернана Перейри, який перебудував замок у палацову резиденцію. Сучасного вигляду набув наприкінці XV століття. Частково перебудовувався і ремонтувався в XVI—XVIII століттях, але ніколи не втрачав своєї первісної середньовічної форми. 1656 року біля замку була споруджена барокова каплиця. 1708 року зруйнований пожежею, після якої тривалий час перебував у занепаді. 1887 року почав відбудовуватися силами муніципалітету, а з 1908 року, завдяки візитові короля Мануела II, — коштом держави. Національна пам'ятка Португалії (1910). Один з найкращих зразків португальської замкової архітектури.

## Галерея

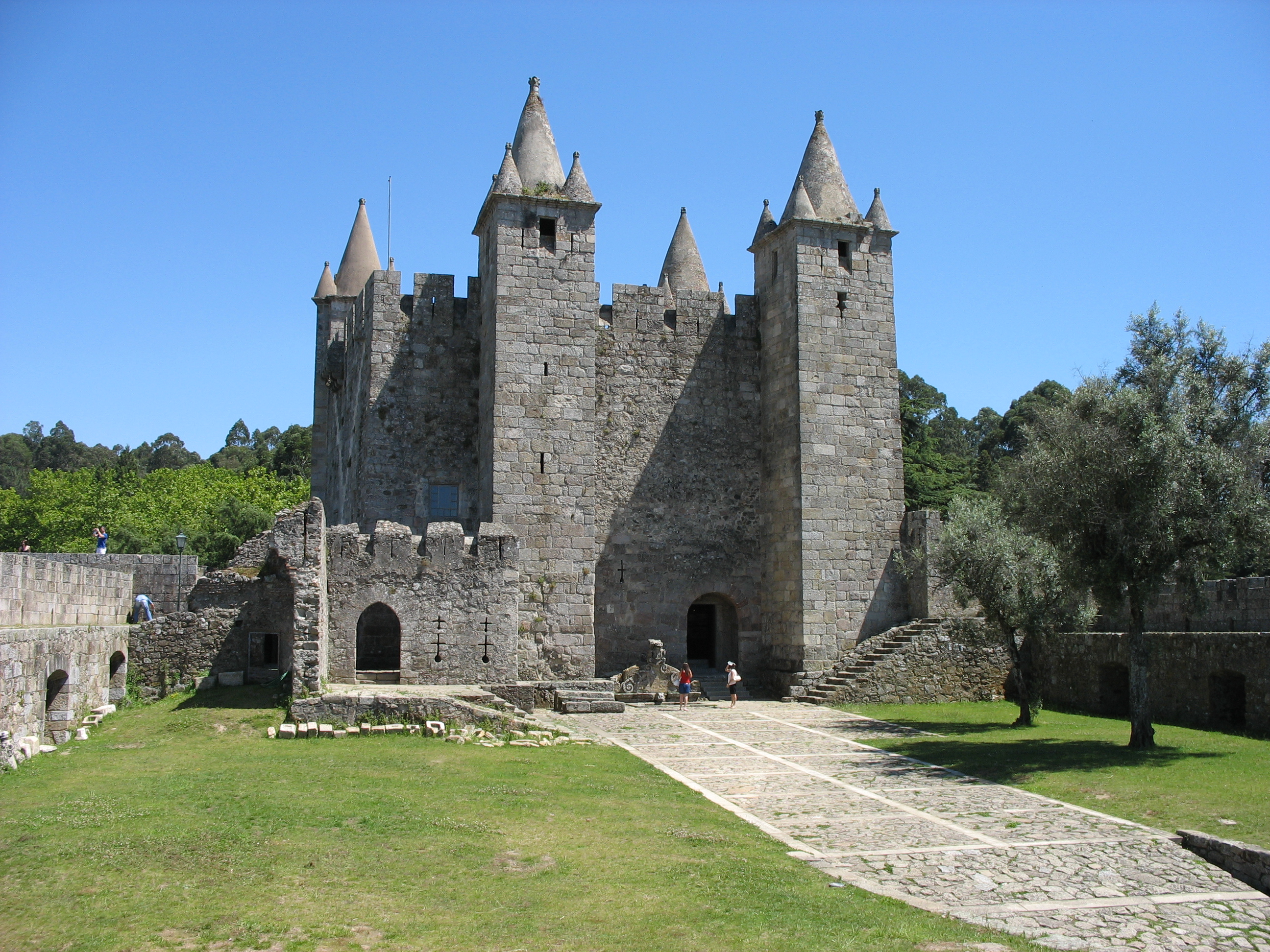
Внутрішній двір
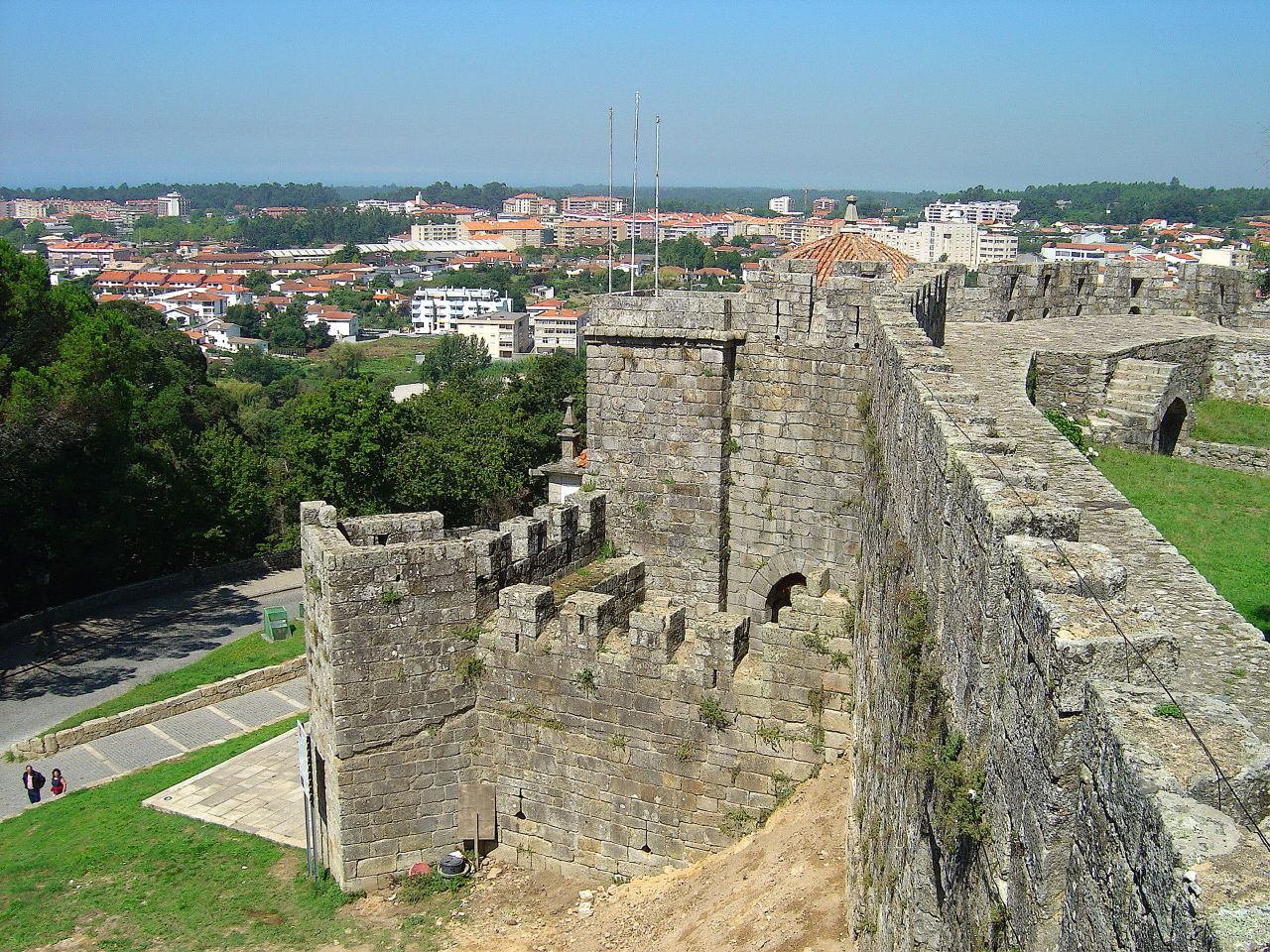
Стіни
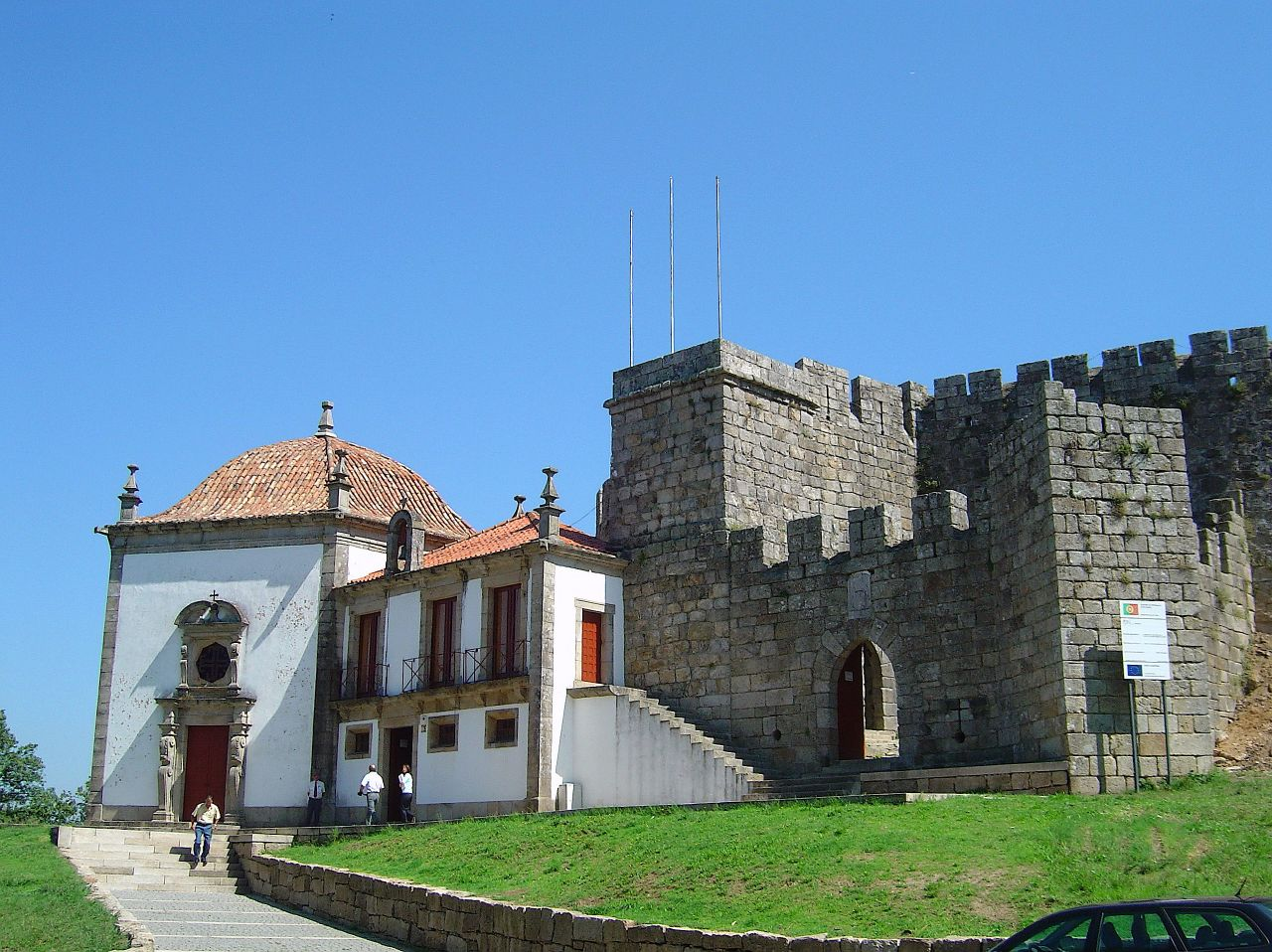
Каплиця
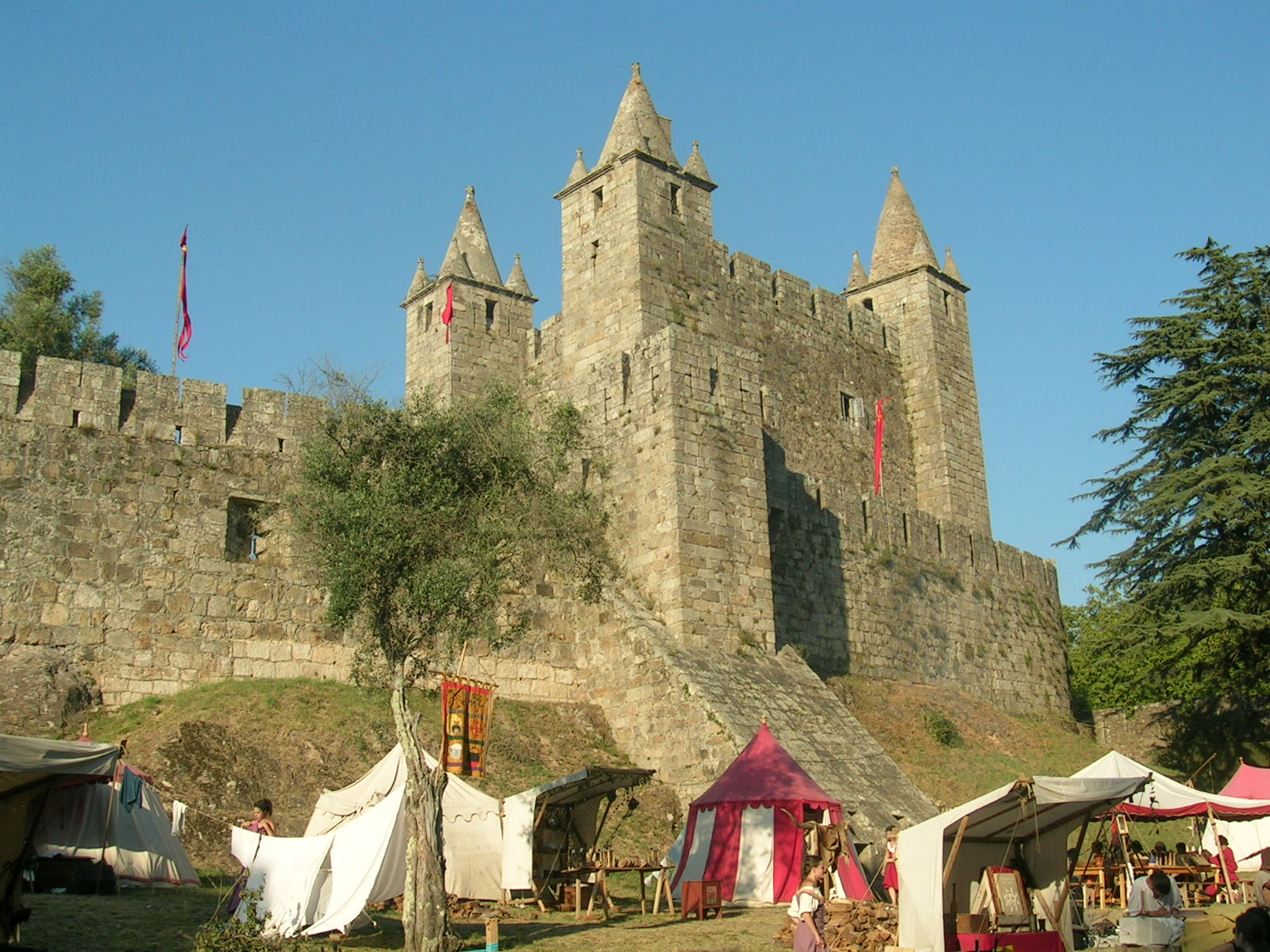
Ярмарок
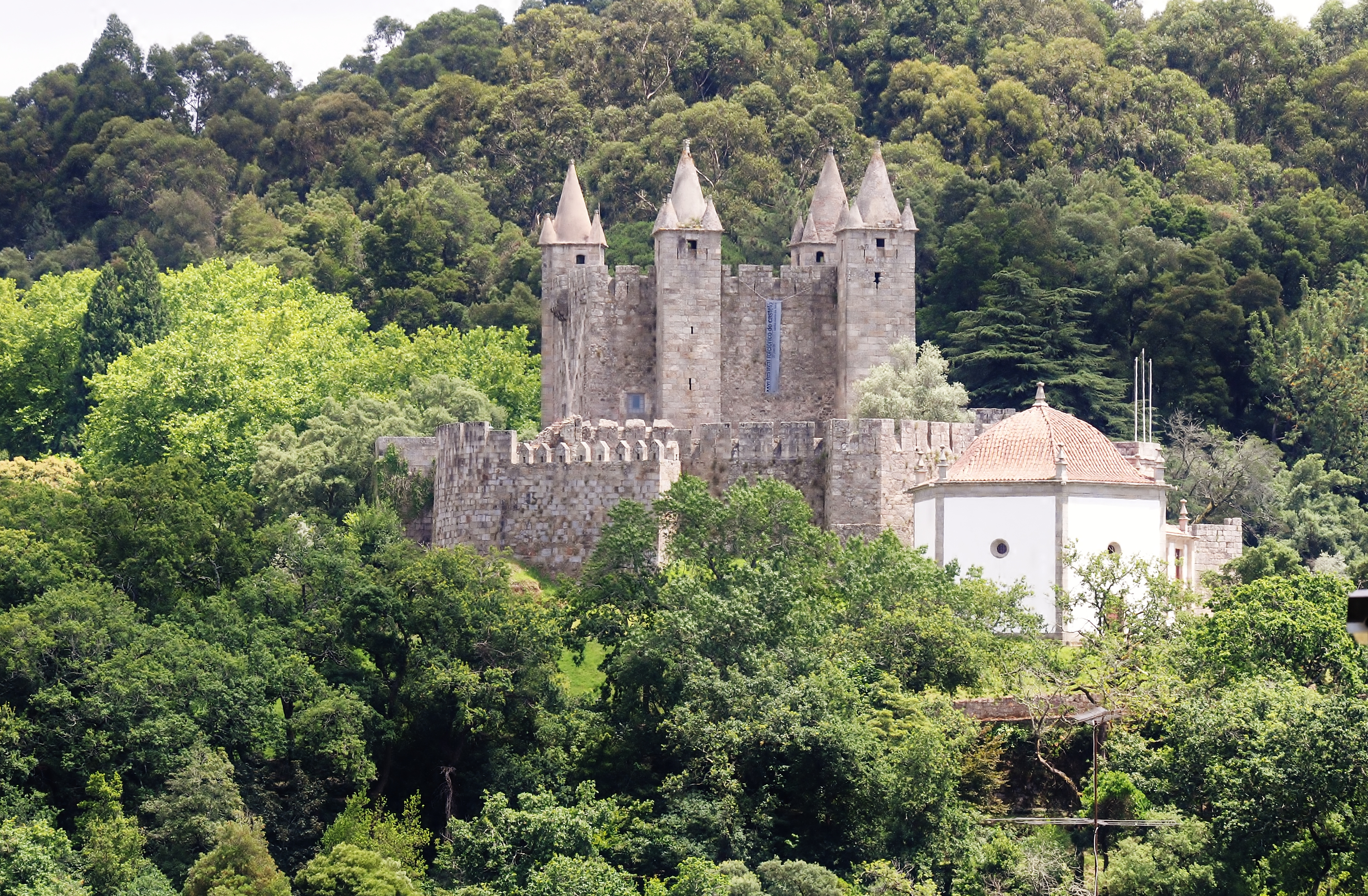
Загальний вигляд